# Йокоборі Мікі
Йокоборі Мікі (нар. 13 травня 1975) — колишня японська тенісистка.
Найвищу одиночну позицію світового рейтингу — 246 місце досягла 2 березня 1992, парну — 201 місце — 5 квітня 1993 року.
Здобула 2 одиночні та 2 парні титули.

## Фінали ITF
| Легенда         |
| --------------- |
| турніри $25,000 |
| турніри $10,000 |

### Одиночний розряд: 2 (2–0)
| Результат | Ранг | Дата          | Турнір                   | Покриття | Суперниця      | Рахунок       |
| --------- | ---- | ------------- | ------------------------ | -------- | -------------- | ------------- |
| Перемога  | 1.   | 14 липня 1991 | Дублін, Ірландія         | Ґрунт    | Ларісса Шерер  | 7–5, 6–4      |
| Перемога  | 2.   | 17 липня 1994 | Толука-де-Лердо, Мексика | Тверде   | Лусіла Бесерра | 6–4, 2–6, 6–2 |

### Парний розряд: 2 (2–0)
| Результат | Ранг | Дата           | Турнір               | Покриття | Партнерка      | Суперниці                        | Рахунок       |
| --------- | ---- | -------------- | -------------------- | -------- | -------------- | -------------------------------- | ------------- |
| Перемога  | .    | 21 червня 1992 | Мілан, Італія        | Ґрунт    | Кього Нагацука | Лусіана Телла Андреа Віейра      | 3–6, 6–1, 6–3 |
| Перемога  | .    | 12 липня 1992  | Еттенгайм, Німеччина | Ґрунт    | Чень Лі        | Кароліна Шнайдер Енджи Каннінгем | 6–4, 6–2      |